# Idiofoon

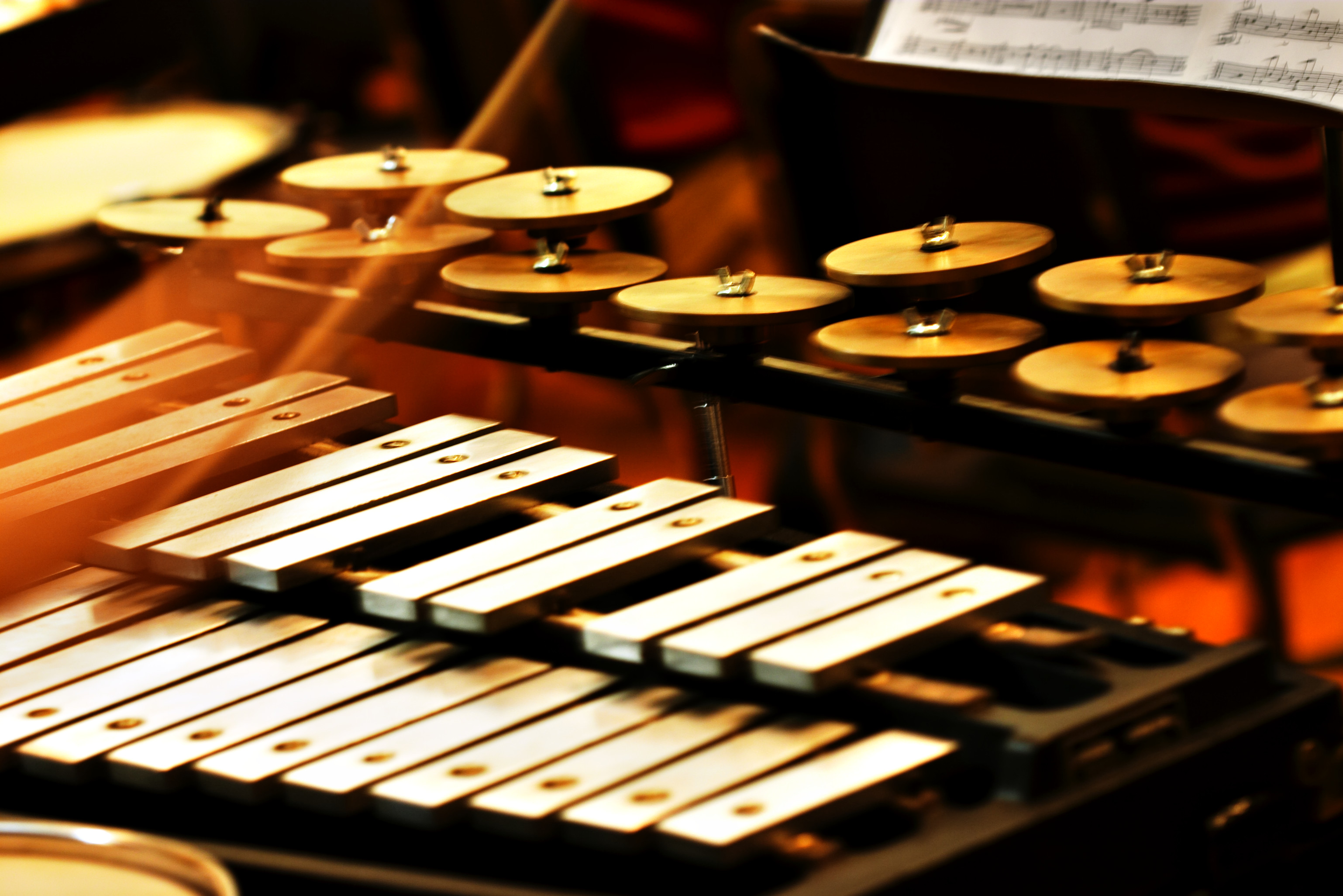
Idiofonen in een orkest: crotales en glockenspiel

Chladni-patronen op een vierkante plaat

Een idiofoon ('zelfklinkend', van het Oud-Griekse ἴδιος, ídios‚ zelf, en φωνή, phōnḗ, klank, toon) is een muziekinstrument dat bestaat uit een of meer elementen die gemaakt zijn van materiaal dat van nature klankrijk is, en die door de eigen trilling de klank voortbrengen, zonder gebruik van luchtstroming (zoals bij de aerofonen), snaren (chordofonen), membranen (membranofonen), of elektronica (elektrofonen).
Een deel van de idiofonen is geschikt voor melodiespel; ze hebben een benoembare duidelijke toonhoogte. De trillingspatronen van een toonzuivere idiofoon zijn chladni-patronen.
De idiofonen vormen een van de vijf hoofdgroepen voor de indeling van muziekinstrumenten gebaseerd op de manier waarop het geluid wordt voortgebracht. 
- Idiofonen (1)
  - Aangeslagen idiofonen (11) - (xylofoon)
  - Getokkelde idiofonen (12) - (mondharp)
  - Frictie-idiofonen (13) - (zingende zaag)
  - Geblazen idiofonen (14)
  - Niet-geclassificeerde idiofonen (15)

Idiofonen met een benoembare toonhoogte:
- Glasharp
- Glasharmonica
- Agogô
- Buisklokken
- Gamelan
- Glockenspiel
- Hang
- Jalatarang
- Klok (bel)
- Marimba
- Nagelviool
- Steeldrum
- Stemvork
- Vibrafoon
- Xylofoon
- Zingende zaag
- Beiaard

Idiofonen zonder vastgelegde toonhoogte:
- Aambeeld
- Bekken
- Cabaza
- Castagnetten
- Claves
- Chocallo
- Gong
- Guiro
- Hihat
- Koebel
- Klankschaal
- Maraka
- Ratel
- Rasp
- Snorrebot
- Tamtam
- Triangel
- Windklok
- Zweep

Idiofone voorwerpen:
- Slinky
- Drukveer